# Вахау
Вахау је живописна долина у Аустрији поред Дунава. Она је једна од најчешћих туристичких дестинација у Доњој Аустрији, а налази се између градова Мелк и Кремс. Дуга је 30 km и насељена је још од преисторијских времена. Познато место које привлачи туристе је Dürnstein, где је војвода Леополд V држао у заробљеништву енглеског краља Ричарда Лавље Срце.
Вахао је познат по производњи кајсија и грожђа од којих се праве алкохолна пића и вино.
Вахау се налази Унесковој листи светске баштине у знак признања за његову архитектонску и пољопривредну историју.
Слично аустријском Вахауу је подручје у Северној Каролини, махом округ Форсајт, у САД. Колонију од око 400 km² основали су 1753. припадници Моравске цркве и назвали је "die Wachau" по долини у Аустрији, јер је западна Каролина подсећала њиховог вођу бискупа Аугуста Готлиба Шпаненберга (August Gottlieb Spangenberg) на дом моравског заштитника Николауса Лудвига (Nicolaus Ludwig), грофа од Цинцендорфа, 1700-1760. Сада је у употреби латинска верзија назива, Wachovia, по истоименој компанији, Wachovia Corporation која је овде основана 1879.